# NGC 1278
NGC 1278 est une galaxie elliptique située dans la constellation de Persée. Elle a été découverte par l'astronome prussien Heinrich d'Arrest en 1863. Cette galaxie a aussi été observée par l'astronome français Guillaume Bigourdan le 22 octobre 1884 et elle a été ajoutée à l'Index Catalogue sous la désignation IC 1907.

## Caractéristiques
Sa vitesse par rapport au fond diffus cosmologique est de 5 931 ± 14 km/s, ce qui correspond à une distance de Hubble de 87,5 ± 6,1 Mpc (∼285 millions d'al).
À ce jour, 11 mesures non basées sur le décalage vers le rouge (redshift) donnent une distance de 69,518 ± 23,705 Mpc (∼227 millions d'al), ce qui est à l'intérieur des valeurs de la distance de Hubble en raison de l'écart-type très grand de l'échantillon. Notons que c'est avec la valeur moyenne des mesures indépendantes, lorsqu'elles existent, que la base de données NASA/IPAC calcule le diamètre d'une galaxie et qu'en conséquence le diamètre de NGC 1278 pourrait être d'environ 49,6 kpc (∼162 000 al) si on utilisait la distance de Hubble pour le calculer.

## Amas de Persée
NGC 1278 est un membre de l'amas de Persée.